# Synapsengewicht
Synapsengewicht stellt einen zentralen Begriff zum Verständnis dynamischer Konzepte der Neurophysiologie dar, welche die Arbeitsweise vernetzter Neuronen verdeutlichen, ähnlich wie es der Konnektionismus versucht. Die Wahrscheinlichkeit dauerhafter Einstellung komplexer nervöser Reaktionsbereitschaft einer Nervenzelle innerhalb eines neuronalen Netzes oder aber der Veränderung ihrer gewohnten und stereotypen Reaktionsweise auf neue Reize (Afferenzen) kann so besser erfasst werden. Aufgrund der „Gewichtsverteilung“ der an einer Synapse wirksamen erregenden oder hemmenden Afferenzen einerseits sowie gegenüber der sog. „Reizschwelle“ des postsynaptischen (efferenten) Neurons andererseits ist die Reaktionsbereitschaft einer Nervenzelle mathematisch durch Zahlen zu beschreiben.(a)

## Bedeutung
Dynamische neurophysiologische Konzepte haben praktische Bedeutung gewonnen, insofern sie sich dazu eignen, durch Computersimulation überprüfbar zu sein.(b) Da jede Art von Funktion des ZNS durch erregende und hemmende Einflüsse bestimmt ist, kommt der Vorstellung des Synapsengewichts als Ergebnis selbstorganisierender Abläufe universelle Bedeutung zu, indem sich nicht nur die topische Diagnostik neurologischer Befunde diesen Vorstellungen messbarer Gewichtung von Kräften eignet, sondern auch die Psychodynamik psychologischer Prozesse. Die biologische Plausibilität des Modells ist Gegenstand wissenschaftlicher Diskussion. Die Ende der 80er Jahre geäußerte Kritik von Francis Crick (1916–2004) ist als lebensgeschichtliches Stadium im Werk des Nobelpreisträgers anzusehen, indem er wenige Jahre später bemüht war, eine eigene umfassende Theorie seelischer Abläufe zu bilden. Als Gegenargument gegenüber dieser Kritik sieht Manfred Spitzer (* 1958) die generelle biologische Existenz von Rückkopplungsschleifen in nervösen Regelkreisen sowie die seit Ende der 80er Jahre bekannt gewordenen erfolgreichen biologischen Trainingsverfahren der Fehlerrückmeldung.(c)  Auch konnten bei computersimulierten Trainingsverfahren immer häufiger Ergebnisse erzielt werden, die denen bei biologischen Experimenten ähnelten. Dauerhafte Einstellungen im Sinne von Fertigkeiten sind u. a. bei Lernprozessen und damit auch des Gedächtnisses erwünscht. Dennoch bedarf es zum Erzielen eines Lernerfolgs der Veränderung gegebener neuronaler Einstellungen. Auch in der gegenwärtigen Psychologie sind Netzwerkmodelle von entscheidender Bedeutung. Sie gestatten es, psychologische Sachverhalte – bis hin zu rein subjektiven Gedanken, Gefühlen und Empfindungen – am Computer zu simulieren, um so zu einem genaueren Verständnis der beteiligten Prozesse und Prinzipien beizutragen.(d)

## Klassische Neurophysiologie

Neuronales Netzwerk, gezeichnet von Sigmund Freud im Jahre 1895. Eingehende Nervenimpulse (siehe Pfeil) veranschaulichen die Dynamik, indem sie sich in topisch (d. h. räumlich und funktionell) getrennten Neuronen fortsetzen und so ein energetisch besonders ausgestattetes Feld erzeugen, vgl. a. → Projektion.

Das Phänomen der Reizschwelle und auch der Summation kleinster Reize wurde bereits von Gottfried Wilhelm Leibniz (1646–1716) beschrieben. Er bezeichnete diese nervösen Abläufe als petites perceptions. Somit war die Vorstellung quantifizierbarer Nervenimpulse erbracht.(a) Johann Friedrich Herbart (1776–1841) hat 1824 ein Konzept der Psychologie vertreten, das auf messbaren Kräften beruht. Der erste Teil seines bis 1915 fortgeführten psychologischen Werks beginnt beispielsweise mit dem Kapitel: „Von dem Zustande der Vorstellungen, wenn Sie als Kräfte wirken“. Durch das Verdrängen einer Vorstellung könne „ein von ihr ganz unabhängiger Gemütszustand herbeigeführt“ werden. Da Herbart von der assoziativen Verknüpfung von Vorstellungen überzeugt war, ergaben sich für ihn praktische pädagogische Konsequenzen. Herbart ging somit von einer psychologischen Theorie des Lernens als Fundament seiner Pädagogik aus.(b) Sigmund Freud (1856–1939) hat ein metapsychologisches Konzept der Ökonomie entwickelt. Er hat den Begriff des Affektbetrags in diesem Zusammenhang gebraucht, um auf die physiologische Notwendigkeit einer Regulation des seelischen Energiehaushaltes hinzuweisen. Manfred Spitzer, der Freud rezipiert,(e) hat ebenfalls auf die Affektivität im Zusammenhang mit dem Konzept des Synapsengewichts hingewiesen.(f) Auch der klassischen Neurophysiologie sind ähnliche dynamische Zusammenhänge bekannt, wie etwa der Einfluss von Bahnung, Schaltkreisen(a) und Rückkopplungseffekten(b) auf die neuronalen Effektoren. Neu an der Sichtweise der Synapsengewichte als bestimmende Variable für die Übertragung einer Erregung zwischen einzelnen Neuronen, wurde die Erkenntnis des systematischen Zusammenhangs auch einzelner Neuronen in einem neuronalen Netzwerk, siehe auch → Neuronentheorie. In einem Netzwerk treffen sich hemmende und erregende Komponenten. Die sich daraus ergebende Frage ist, wie sich verändernde Einstellungen einzelner Elemente auf das System und seine in Teilen eher konstante oder dauerhafte Reaktionsbereitschaft auswirkt. Das System als Ganzes befindet sich stets in der Notwendigkeit, einen gewissen Gleichgewichtszustand einzuhalten, siehe auch → Homöostase. Nicht nur große Nervenbahnen wie etwa die Pyramidenbahn sind mit verschiedensten Teilen des ZNS verbunden, netzartige neuronale Strukturen, also funktionelle Zusammenschlüsse einzelner Nervenzellen, sind ebenfalls im zentralen Nervensystem bekannt, siehe auch → Formatio reticularis, Limbisches System. Ihre Bedeutung für Lernprozesse gilt als erwiesen.